# Pholcidae
I Folcidi (Pholcidae C. L. Koch, 1850) sono una famiglia di ragni appartenente all'infraordine Araneomorphae.

## Etimologia
Il nome deriva dal greco antico: φολκός?, pholkós ("dalle gambe storte"), epiteto inizialmente attribuito all'eroe omerico Tersite, che rende bene l'idea della conformazione delle zampe lunghissime di questi ragni, ed il suffisso -idae, che designa l'appartenenza ad una famiglia.

## Caratteristiche
Sono comunissimi nelle abitazioni e perciò hanno parecchi nomignoli: "ragni della polvere", "ragni ballerini", "ragni-gambalunga", "ragni di cantina", "ragni di casa", "ragni salterini", ecc. 
Di costituzione molto fragile, le dimensioni del corpo di questi ragni variano da 2 a 10 millimetri, e le zampe possono superare tranquillamente i 30 millimetri. Il colore varia dal grigio al bruno con varie striature. I generi Pholcus e Smeringopus hanno il corpo a forma del guscio di un'arachide.

## Comportamento

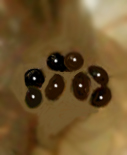
Pholcidae, particolare del pattern oculare

Costruiscono tele dal disegno irregolare, aggrovigliato, su cui rimangono appesi a testa in giù. I luoghi preferiti sono in genere bui, quali caverne, cantine, magazzini, sotto pietre o in tane di mammiferi abbandonate.
La ragnatela non ha capacità adesive, ma è strutturata e intricata in tal modo da rendere difficile la fuga all'insetto che vi capita dentro. Il ragno corre subito ad avvolgere la preda con più fili per mangiarla quasi subito o accumularla se non ha fame. Poiché i chelicheri sono molto piccoli e poco perforanti, quasi mai vengono utilizzati per avvelenare la vittima.
Tolti dalla loro ragnatela assumono andature goffe e traballanti, come da ubriachi. Nel caso la preda impigliata sia troppo grande e cominci a distruggere la ragnatela, il folcide inizia a vibrare e a roteare su sé stesso, forse al fine di spaventare l'intruso e di non fargli comprendere con chiarezza dove si trova. Anche altre famiglie di ragni esibiscono questo comportamento. Spesso va su altre ragnatele a cibarsi delle uova o dei piccoli di altri ragni, in particolare Tegenaria.

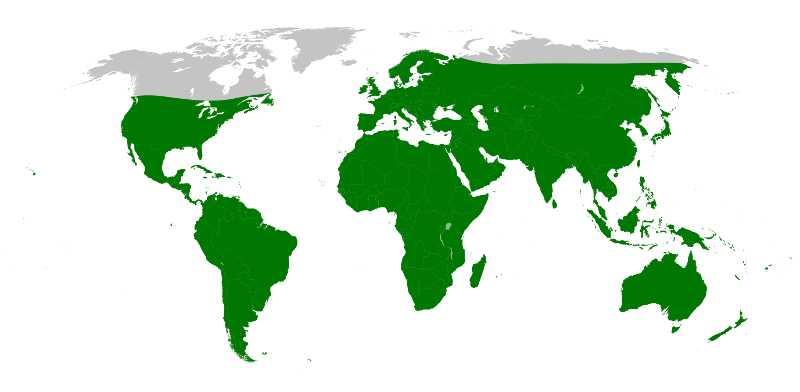
Pholcidae, distribuzione

## Pericolosità
Un tempo si riteneva che il morso di questi ragni e quello degli opilioni, cui rassomigliano per struttura, fosse pericoloso per gli uomini, ma non sono documentati casi di morso a esseri umani che abbiano comportato più di qualche arrossamento cutaneo. Alcuni autori (Pinto-da-Rocha  et al. , 2007) hanno attribuito la presunta pericolosità di questi ragni al fatto che non esitano ad attaccare anche ragni molto velenosi, come ad esempio la vedova nera, il cui morso è molto pericoloso per l'uomo: il fatto che attacchi anche specie molto velenose li avrebbe fatti erroneamente ritenere più pericolosi delle proprie vittime.

## Distribuzione

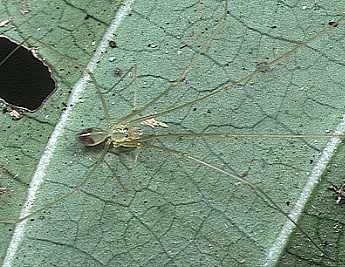
Spermophora junkoae, maschio

Sono cosmopoliti.

## Tassonomia
A novembre 2020 si compone di 94 generi e 1812 specie.